# Starfield (videogioco)
Starfield è un videogioco di ruolo sviluppato da parte di Bethesda Game Studios. Il gioco è stato pubblicato su PC e Xbox Series X/S il 6 settembre 2023, mentre è stato reso disponibile in accesso anticipato il 1º settembre 2023 per i proprietari della Premium Edition.

## Trama
Cronologia degli eventi:
Il tutto ebbe inizio nel 2050, anno in cui i primi esseri umani riuscirono ad atterrare su Marte. Da lì, l’esplorazione spaziale dell'uomo subì un’impennata tecnologica talmente notevole che, nel 2100, fu finalmente possibile vivere nello spazio. Il 2156 fu l’anno in cui gli umani raggiunsero Alpha Centauri, un sistema stellare distante 4,37 anni luce dal nostro pianeta. Nel 2159 venne fondata l’Unione Coloniale. Passò appena un anno dalla fondazione di Nuova Atlantide su Jemison (Alpha Centauri B) quando nel 2161 diventò la capitale dell’Unione Coloniale. Nel 2167, Cheyenne venne colonizzata da Solomon Coe che, poco dopo, fondò Akila City, il suo primo insediamento su Akila. Nel 2188, Coe invitò Volii a unirsi con Cheyenne per una nuova alleanza, il Collettivo Freestar, fondato un anno più tardi. Nel 2194, l’Unione Coloniale posizionò la stazione stellare Clinica in orbita attorno Deepala, nel sistema Narion. Ciò venne visto da persone non affiliate come un tentativo da parte della UC di espandere i propri confini. Per tale motivo, venne chiesto alla UC di rimuovere la Clinica, ricevendo però una risposta negativa. Il sistema di Narion non vide di buon occhio questo affronto e decise dunque di unirsi al Collettivo Freestar, il quale si mobilitò per la protezione del sistema appena un anno più tardi, nel 2195. Il 2196 fu la genesi di un periodo buio per l’era spaziale umana: il sistema Narion, supportato dal Collettivo Freestar, dichiarò guerra alla UC. Questa guerra, dalla durata di 30 anni, terminò nel 2216 quando Narion, UC e Freestar firmarono il Trattato di Narion. Nel trattato venne formalizzato il termine "Sistemi Coloniali". Nel 2221 vennero fondati i Ranger Freestar, forza d’elite al servizio dei cittadini del Collettivo Freestar e il cui compito riguardava protezione e investigazione. Nel 2275, Sebastan Banks fondò Constellation. Nel personale, anche Chloe Bao, fisica rinomata; Aja Mamasa, il membro più giovane dell’equipaggio e protetta di Sebastian; Darius Andris, botanico e specialista di xeno-flora (flora aliena); Everado Gil, contrabbandiere; Kadri Toma, biologa e fisica. La Loggia, quartier generale di Constellation, venne fondata a Nuova Atlantide. Nel 2305, Barrett entrò a far parte di Constellation. Nel 2310, Constellation entrò in possesso del primo Manufatto, un misterioso oggetto dalle proprietà sconosciute. Nel 2307, il Collettivo Freestar diede inizio a operazioni di agricoltura sul pianeta Vesta, nel sistema Lunara. Ciò indispettì l’Unione Coloniale. Nel 2308, quest’ultima affermò che la fondazione di una colonia in un quarto sistema stellare equivalesse a una violazione del Trattato di Narion. Ci furono tentativi di approcci diplomatici, ma essi non ebbero gli effetti sperati. La UC diede vita a un assedio sul pianeta Vesta che portò alla morte di chiunque tentasse di opporsi. Ciò diede inizio alla Guerra Coloniale. Nel 2311, dopo anni di conflitti, la Guerra Coloniale giunse finalmente a una fine con la Battaglia di Cheyenne, dove l’unione di civili e forze militari del Collettivo Freestar approcciarono una tattica mordi-e-fuggi che portò alla distruzione delle principali navi della UC. Nel 2315, venne fondata l’Avanguardia dell'Unione Coloniale, in risposta all’uso di navi civili da parte del Collettivo Freestar. L’Avanguardia fu la prima flotta civile della UC, composta da civili stessi. Il compenso per il servizio sarebbe stato diventare cittadini dell’Unione Coloniale. Nel 2319, Sarah Morgan divenne la più giovane capitana del Corpo dei Navigatori della UC, divisione che venne poi smantellata nel 2320. Morgan entrò poi a far parte di Constellation. Nel 2321, Walter Stroud, co-fondatore della Stroud-Ecklund (uno dei maggiori costruttori di navi nei Sistemi Coloniali), entrò a far parte di Constellation e ne curò l’aspetto finanziario. Nel 2322 si unì anche Vladimir Sall, un pirata spaziale, ex membro della Flotta Cremisi. Sarah Morgan, nel 2325, divenne Presidente di Constellation. Nello stesso anno, si unì anche il Teologo Matteo Khatri. Nell'anno 2326, Barrett trovò il Manufatto originale negli archivi di Constellation e si rese conto, sin da subito, di essersi imbattuto in qualcosa di davvero speciale. Nel 2326, dopo mesi di corrispondenza con Sarah Morgan, la talentuosa scienziata Noel si unì a Constellation, alla quale seguirono poi l’arrivo di Sam Coe (Ranger Freestar), sua figlia Cora e Andreja. Nel 2329, Barrett spinse per l’acquisizione della stazione spaziale L-868, per poi modificarla pesantemente e trasformarla in uno scanner per lo spazio profondo, soprannominato "L’Occhio".
L'avventura del giocatore ha inizio nel 2330 d.C. all'interno di una miniera, nella quale viene ritrovato qualcosa di molto interessante. Ora tocca al giocatore scegliere chi essere, per scrivere una storia che lo porterà a visitare l'universo e dare una risposta alle più grandi domande che l'umanità si sia mai posta: "chi siamo?",  "cosa c'è là fuori?" e "siamo soli nell'universo?".

## Sviluppo
Il titolo è stato annunciato alla conferenza Bethesda dell'E3 2018 per poi dopo anni di attesa mostrarsi alla conferenza Microsoft all'E3 2021. Il gioco rappresenta la prima nuova proprietà intellettuale nella storia di Bethesda da 25 anni. Todd Howard, direttore e produttore esecutivo, lo ha definito come "Skyrim nello spazio". Il gioco è il primo di Bethesda Game Studios ad essere esclusivo per piattaforme Microsoft dopo l'acquisizione del 2020.
Howard ha affermato in un'intervista queste parole: "Starfield rappresenta la più grande revisione in cui ci siamo mai cimentati, forse ancora maggiore di quella che segnò il passaggio da Morrowind a Oblivion".
Lo stesso Howard ha spiegato una delle ragioni dietro al grande lavoro svolto, ovvero il nuovo motore grafico Creation Engine 2, l'ultimo e il più aggiornato sviluppato da Bethesda. Il lavoro svolto dai programmatori del Creation Engine 2 ha facilitato il compito affidato a chi, tra designer, artisti digitali e sviluppatori, ha dovuto erigere l'enorme impalcatura ludica e contenutistica di Starfield. I benefici garantiti dall'adozione del motore sono molteplici, primo fra tutti il sistema di illuminazione in tempo reale che rappresenta la più significativa e convincente novità dell'intera impalcatura tecnica di Starfield. Di grandissima rilevanza anche il lavoro svolto nella ricostruzione degli effetti volumetrici, nell'utilizzo dell'occlusione ambientale e nella tassellatura dei terreni, come pure nell'enorme varietà di elementi modulari per armi, armature, nonché personalizzazione, miglioramento e costruzione di astronavi e allestimento degli accampamenti per poter sfruttare le risorse.
Il gioco offre inoltre la possibilità di attraccare le navi che si incontrano, così come d'altro canto sono presenti moltissimi eventi casuali che sorprenderanno il giocatore ogni volta.
L'aggiornamento di agosto 2024 aggiunge gratuitamente il veicolo terrestre REV-8.

### DLC
Shattered Space la pubblicazione è stata annunciata per il 30 settembre 2024.

## Accoglienza
| Testata                          | Versione    | Giudizio |
| -------------------------------- | ----------- | -------- |
| Metacritic (media al 13·11·2023) | Xbox Series | 83/100   |
| Metacritic (media al 13·11·2023) | PC          | 86/100   |
| OpenCritic (media al 13·11·2023) | collettivo  | 85/100   |

Il videogioco ha ricevuto un'accoglienza favorevole e positiva dalla stampa specializzata.
Diversa opinione è stata espressa dall'accoglienza popolare su Metacritic, con un giudizio misto/medio del 7/10.

### Riconoscimenti
Premiato Xbox Game of the Year, e candidato come Ultimate Game of the Year; Best Supporting Performer (Cissy Jones); Best Visual Design; Best Audio ai Golden Joystick Awards 2023.
Candidato come Best RPG ai The Game Awards 2023.
Candidato come Role-Playing Game of the Year e Outstanding Achievement in Art Direction ai DICE Awards 2024.